# Costa Rica Wrestling Embassy
Costa Rica Wrestling Embassy, es una promoción de lucha libre profesional costarricense.

## Historia

### AULL Costa Rica (2014)
El luchador mexicano Escualo y el luchador costarricense Ares (César Zárate), crearon en el año de 2013 una empresa de lucha libre que tendría su sede en Desamparados, San José, Costa Rica. Iniciaron con la formación de luchadores profesionales abriendo la academia de lucha libre en noviembre de 2013. Para inicios del año 2014 iniciaron la programación  el nombre de AULL Costa Rica, tras un acuerdo con la promoción mexicana Alianza Universal de Lucha Libre (AULL). El 22 de marzo de 2014 sería la fecha en que se llevó a cabo el primer evento de AULL Costa Rica; desde ese entonces se empezaron a realizar eventos de manera mensual.

### CMLL Costa Rica (2014-2016)

#### Refundación de AULL Costa Rica, surgimiento y consolidación de CMLL Costa Rica (2014-2016)
El 18 de noviembre de 2014, se anunció de manera oficial el cambio de nombre de AULL Costa Rica por Consejo Mundial de Lucha Libre Costa Rica (CMLL Costa Rica); esto tras un acuerdo realizado con la promoción mexicana Consejo Mundial de Lucha Libre (CMLL). A partir de ese entonces con regularidad se han realizado eventos de manera quincenal; asimismo, en varios de estos eventos se ha contado con la presencia de luchadores de calibre internacional, tales como Estrellita, Mr. Niebla, Puma King, Shocker, Titán, Jay Lethal, Matt Sydal, Colt Cabana y Alberto el Patrón.

### Costa Rica Wrestling Embassy (2016)
El día 18 de diciembre de 2016, durante el evento Transición, se anunció de manera oficial el cambio de nombre de Consejo Mundial de Lucha Libre Costa Rica (CMLL Costa Rica) por Costa Rica Wrestling Embassy (CWE); esto tras la finalización del acuerdo llevado a cabo con la promoción mexicana Consejo Mundial de Lucha Libre (CMLL), para portar el nombre de "CMLL". Así, esta promoción bajo el nombre de CWE, se convierte en una empresa de lucha libre profesional totalmente independiente; no obstante, sigue contando en varios de sus eventos con la presencia de luchadores de calibre internacional tales como Ricochet, Zack Sabre Jr., Marty Scurll, Volador, Jr., The Young Bucks , Cody Rhodes y Tetsuya Naito y Último Guerrero.

## Actualidad

### Arena CWE
El lugar donde Costa Rica Wrestling Embassy realiza sus eventos se denomina "Arena CWE", gimnasio ubicado en Desamparados, San José.

### Eventos de manera quincenal: El Origen y eventos especiales
Con regularidad el CWE realiza eventos de manera quincenal. Normalmente estos eventos se realizan bajo el nombre de "El Origen"; variando su denominación para ocasiones especiales. Los eventos que se han realizado de manera especial son los siguientes: 

#### Evento de Aniversario de Costa Rica Wrestling Embassy
| Evento                         | Fecha               | Lugar                  | Evento principal                                                                                     |
| ------------------------------ | ------------------- | ---------------------- | --- |
| Evento Inaugural               | 22 de marzo de 2014 | Desamparados, San José | Iron Love (C) vs Latino, por el Campeonato Pesado AULL                                               |
| 1° Aniversario CMLL Costa Rica | 22 de marzo de 2015 | Desamparados, San José | Ares & Kaiser vs Escualo & Shocker, en una lucha en parejas.                                         |
| 2° Aniversario CMLL Costa Rica | 19 de marzo de 2016 | Desamparados, San José | Ares vs Steven King vs Matt Sydal, en una triple amenaza.                                            |
| 3° Aniversario CWE             | 11 de marzo de 2017 | Desamparados, San José | Kaiser (C) vs Steven King vs Zack Sabre Jr., en una triple amenaza por el Campeonato Mundial de CWE. |
| 4° Aniversario CWE             | 4 de marzo de 2018  | Zapote, San José       | Ares & Kaiser vs The Young Bucks, en una lucha en parejas.                                           |
| 5° Aniversario CWE             | 30 de marzo de 2019 | Desamparados, San José | Tetsuya Naito vs Escualo                                                                             |
| 6° Aniversario CWE             | 21 de marzo de 2020 | Desamparados, San José | Suspendido por la Pandemia Covid19                                                                   |
| 7° Aniversario CWE             | 20 de marzo de 2021 | Desamparados, San José | Kaiser (c) vs Ary Bradford por el Campeonato Mundial CWE                                             |
| 8° Aniversario CWE             | 19 de marzo de 2022 | Desamparados San José  | Ryan Grace vs TJP                                                                                    |
| 9° Aniversario CWE             | 15 de abril de 2023 | Desamparados San José  | Einar vs TJP vs Titán                                                                                |

#### Batalla Real Costa Rica Wrestling Embassy
| Evento                         | Fecha               | Lugar                  | Evento principal              |
| ------------------------------ | ------------------- | ---------------------- | ----------------------------- |
| I Batalla Real CMLL Costa Rica | 28 de mayo de 2016  | Desamparados, San José | Batalla real de 15 luchadores |
| II Batalla Real CWE            | 27 de mayo de 2017  | Zapote, San José       | Batalla Real de 15 luchadores |
| III Batalla Real CWE           | 19 de mayo de 2018  | Desamparados, San José | Batalla Real de 15 luchadores |
| IV Batalla Real CWE            | 18 de mayo de 2019  | Desamparados, San José | Batalla Real de 18 luchadores |
| V Batalla Real                 | 19 de junio de 2021 | Desamparados, San José | Batalla Real de 15 luchadores |
| VI Batalla Real CWE            | 18 de junio de 2022 | Desamparados, San José | Batalla Real de 18 luchadores |
| VII Batalla Real CWE           | 27 de mayo de 2023  | Desamparados, San José | Batalla Real de 18 luchadores |

#### Devastación
| Evento          | Fecha                | Lugar                  | Evento principal                                               |
| --------------- | -------------------- | ---------------------- | -------------------------------------------------------------- |
| Devastación     | 25 de junio de 2016  | Desamparados, San José | Escualo (C) vs Kaiser, por el Campeonato de CMLL Costa Rica    |
| Devastación II  | 5 de agosto de 2017  | Zapote, San José       | Escualo (C) vs Richard Evans, por el Campeonato Mundial de CWE |
| Devastación III | 11 de agosto de 2018 | Desamparados, San José | Kaiser vs Valiente vs Ary Bradford                             |
| Devastación IV  | 10 de agosto de 2019 | Desamparados, San José | Okumura vs Einar, por el Campeonato Mundial CWE                |

Independencia
| Evento        | Fecha                    | Lugar                  | Evento Principal                                         |
| ------------- | ------------------------ | ---------------------- | -------------------------------------------------------- |
| Independencia | 30 de septiembre de 2017 | Desamparados, San José | Kaiser vs Marty Scurll                                   |
| Independencia | 29 de septiembre de 2018 | Desamparados, San José | Joe Kim (C) vs Escualo, por el Campeonato Mundial de CWE |
| Independencia | 28 de septiembre de 2019 | Desamparados, San José | Voltio vs Drone                                          |

#### Transición
| Evento         | Fecha                   | Lugar                  | Evento principal                                             |
| -------------- | ----------------------- | ---------------------- | ------------------------------------------------------------ |
| Transición     | 18 de diciembre de 2016 | Goicoechea, San José   | Ares vs Escualo vs Alberto el Patrón, en una triple amenaza. |
| Transición II  | 17 de diciembre de 2017 | Desamparados, San José | Escualo vs Volador Jr.                                       |
| Transición III | 16 de diciembre de 2018 | Desamparados, San José | Ares vs Cody Rhodes                                          |
| Transición IV  | 15 de diciembre de 2019 | Desamparados, San José | Escualo vs Último Guerrero                                   |

### Canal de YouTube y programa Somos lucha!
CWE cuenta con un canal de YouTube, en el cual se realizan entrevistas con los luchadores de CWE a la vez que se muestra lo acontecido en cada evento quincenal de CWE.

## Asociaciones
Aunque es poco frecuente, durante su historia, CWE ha trabajado con otras promociones de lucha libre en esfuerzos de colaboración:
| Año           | Empresa                        |
| ------------- | ------------------------------ |
| 2017-presente | New Japan Pro-Wrestling        |
| 2017-presente | Consejo Mundial de Lucha Libre |
|               |                                |

## Campeonatos actuales
| Campeonato                 | Campeón actual | N.º | Fecha                   | Días | Lugar               | Evento                 | Notas                                                                          |
| -------------------------- | -------------- | --- | ----------------------- | ---- | ------------------- | ---------------------- | ------------------------------------------------------------------------------ |
| Campeonato Mundial de CWE  | Hieronymus     | 1   | 23 de setiembre de 2023 | 2    | Turrialba, San Jose | CWE Live: Turrialba II | Derrotó a Ryan Grace (c) para coronarse por primera vez Campeón Mundial de CWE |
| Campeonato Nacional de CWE | Escualo        | 1   | 23 de setiembre de 2023 | 2    | Turrialba, San Jose | CWE Live: Turrialba II | Derrotó a Selvático (c), para coronarse por primera vez como Campeón Nacional  |

## Lista de personal

### Plantel de luchadores y luchadoras

#### Luchadores Activos
| Nombre            | Nombre real       | Notas |
| ----------------- | ----------------- | ----- |
| Ares              | César Zarate      |       |
| Ary Bradford      | Armando Arias     |       |
| Cyrkus Clown      | ???               |       |
| Einar             | Andrés Guerrero   |       |
| Epidemia          | ???               |       |
| Escualo           | ???               |       |
| Hieronymus        | ???               |       |
| Joe Kim           | José Bolívar      |       |
| Netflyte          | Josue Morales     |       |
| Oliver Crane      | ???               |       |
| Paul Williams     | ???               |       |
| Perro de Traba    | Luis Carlos Monge |       |
| Rocky Romero      | John R. Rivera    |       |
| Ryan Grace        | ???               |       |
| Selvático         | ???               |       |
| Heyden Six        |                   |       |
| Robin Villafuerte |                   |       |

#### Luchadoras
| Nombre         | Nombre real | Notas |
| -------------- | ----------- | ----- |
| Samantha Black | ???         |       |
| Sonya          | Lucía Marín |       |

#### Luchadores Inactivos
| Nombre        | Nombre real     | Notas |
| ------------- | --------------- | ----- |
| Dullahan      | ???             |       |
| Richard Evans | Ricardo Barboza |       |
| Lápida        | ???             |       |
| Gotze         |                 |       |
| Voltio        |                 |       |
| Sky Drako     | ???             |       |
| Pequeño Lou   | ???             |       |
| Al Junior     | ???             |       |
| Kalah         | ???             |       |
| Brujo         | ???             |       |
| Lady Killer   | ???             |       |
| Fash Vercetti |                 |       |

### Cónsul CWE
| Nombre            | Nombre real       | Notas |
| ----------------- | ----------------- | ----- |
| Andrés "El Capo"  | Andrés Miranda    |       |
| Luis Carlos Monge | Luis Carlos Monge |       |
| Gabriel Arias     | Gabriel Arias     |       |

### Árbitros
| Nombre       | Nombre real   | Notas |
| ------------ | ------------- | ----- |
| "La Tortuga" | Álex Martínez |       |
| Ray Moraga   | Ray Moraga    |       |

### Anunciadores
| Nombre           | Nombre real    | Notas |
| ---------------- | -------------- | ----- |
| Andrés "El Capo" | Andrés Miranda |       |

### Otros
| Nombre           | Nombre real      | Rol                                      | Notas |
| ---------------- | ---------------- | ---------------------------------------- | ----- |
| Wilberth Arroyo  | Wilberth Arroyo  | Presentador del programa "Somos lucha!"  |       |
| Monserrat Vargas | Monserrat Vargas | Presentadora del programa "Somos lucha!" |       |